# اووید

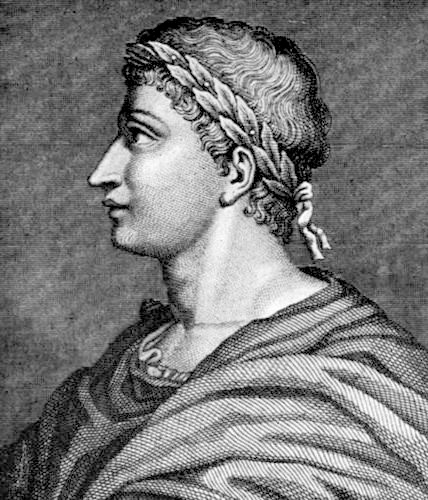
اووید

پوبلیوس اوویدیوس ناسو (Publius Ovidius Naso، زادهٔ ۲۰ مارس ۴۳ پیش از میلاد – مرگ: ۱۷ یا ۱۸ میلادی)، مشهور به اووید شاعر رومی بود که شعرهای عاشقانه و اسطوره‌ای می‌گفت. او را، به همراه هوراس و ویرژیل، سه رکن اصلی شعر لاتین می‌شمرند. او در سولمو، در شرق رم، زاده شد و در رم تحصیل کرد.

## زندگینامه
پوبلیوس اوویدیوس ناسو (Publius Ovidius Naso) در سال ۴۳ (پیش از میلاد) در شهر سولمو به دنیا آمد، پدرش او را برای تحصیل حقوق به رم فرستاد اما خبر یافت که پسرش شاعر شده‌است پدر او را سخت نکوهش کرد و از فرجام شومی که هومر داشت ترسانید ولی پسر شیفته ادبیات بود و تن به کار قضائی نداد و اندرز پدر را نشنید.
سفری به آتن و خاور نزدیک و سیسیل کرد چون به رم بازگشت به محافل مردم عشرت طلب راه یافت و از آنجا که از ثروت و بذله‌گوئی و سواد بهره داشت به هر جا که راه می‌یافت اشعارش بی هیچ اشکالی ناشران متعددی داوطلب داشت. مثنوی‌هائی که دربارهٔ کورینا تحت عنوان عشق‌ها سروده بود در سال ۱۴ (پیش از میلاد) شهرت یافت و آن‌ها را جوانان رومی می‌خواندند، در منظومه‌ای که پس از آن منتشر کرد باز سخن از عشق می‌گفت و از اینکه در شکوه جنگ شعری نسروده عذر خواست. نمایشنامه‌ای به نام مدیا نوشت که مورد استقبال فراوان در زمان حیات نویسنده‌اش قرار گرفت که اکنون در دست نیست.
اشعار عاشقانه اوید به ویژه آن بخش که در مورد کورینا معشوقه‌اش سروده خیلی بی‌پرده و پرتمنا و دیوانه‌وار است و در مجموعه اشعار این شاعر عشق بازی و فریب نقش عمده بعهده دارد و رسالاتی نیز در این زمینه‌ها تألیف کرد از جمله هنر عشق، درمان عشق، داروهای آرایش زنان، کتاب زنان قهرمان، کتاب مسخ.
اوید در اوج بدنامی قرار گرفت و از راه انتشار اشعار و رسالات در زمینه عشقبازی شهرتی فراوان کسب کرد آثارش فراوان بفروش رسید.
کتاب مسخ شامل ۱۵ کتاب در وزن هشت هجایی که در آن باززایی غیرزنده‌ها، جانوران و انسان و خدایان را شرح داد. اوید همه اساطیر قدیمی یونانی و رومی را از آغاز خلقت جهان تا هنگامی‌که قیصر خدائی یافت منظوم کرد. و این مجموعه اشعار تقریباً جنگ کاملی از همه مثل‌ها و دانستنی‌های اساطیری و … بود.
اوید در ۵۱ سالگی بعد از اینکه کتاب مسخ را به پایان رسانید آگوستوس امپراتور او را به شهر تومی که امروز کنستانتا نام و در کنار دریای سیاه قرار دارد تبعید کرد، اوید بالاجبار رو بدانجا نهاد و در کشتی چند بار مرگ را به چشم دید اما وقتی چشم گشود خود را در نزدیکی شهر تومی یافت و آرزو کرد کاش مرده بود، و آنجا پا نمی‌گذاشت نزدیک به ده سال در تبعید به سر برد و سرانجام در آنجا درگذشت اما طبق وصیت استخوانهایش برای دفن به ایتالیا آورده شد در نامه‌هائی که برای زن سوم خود فابیا و دوستان خود می‌فرستاد غم‌های فراوان خود را از تبعید بیان کرده بود و همه آن‌ها از اندوه ژرف و آزردگی خاطر او حکایت می‌کند. از آثار اوید جووانی بوکاچیو، تورکواتو تاسو، جفری چاوسر، ادموند اسپنسر سود جستند و نقاشان دوره رنسانس از اشعار شهوی وی تابلوهای گوناگون پرداختند.
در عصر اوگوست گرچه ادبیات در خدمت دولت و مقاصد آن بود با اینحال یک نوع ادبیات متعهد کلاسیک به وجود آمد که بر غنای ادبیات و زبان لاتین افزود.

## کتابشناسی
نخستین کتاب اووید آمورس بود که در سال 16 (پیش از میلاد) کامل شد و مجموعه‌ای از شعرهای عاشقانه‌است. او در سال ۸ میلادی کتاب دگردیسی‌ها (متامورفوسس) را تمام کرد که دربارهٔ اسطورهٔ پیدایش جهان و تاریخ آن است. در همین سال، آگوستوس به دلایل سیاسی او را به تومیس در کرانهٔ دریای سیاه تبعید کرد. او در تبعید، دو کتاب دیگر به نام‌های تریستیا و نامه‌هایی از دریای سیاه نوشت و پس از حدود ۱۰ سال زندگی در تومیس، در همان‌جا درگذشت.

## نگارخانه

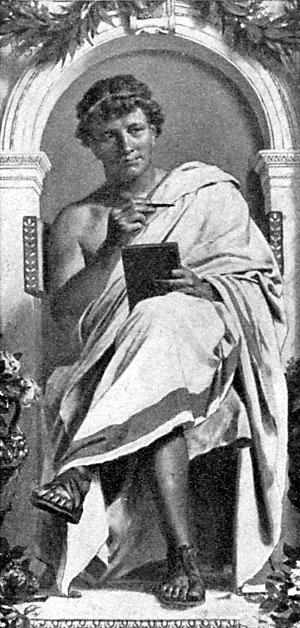
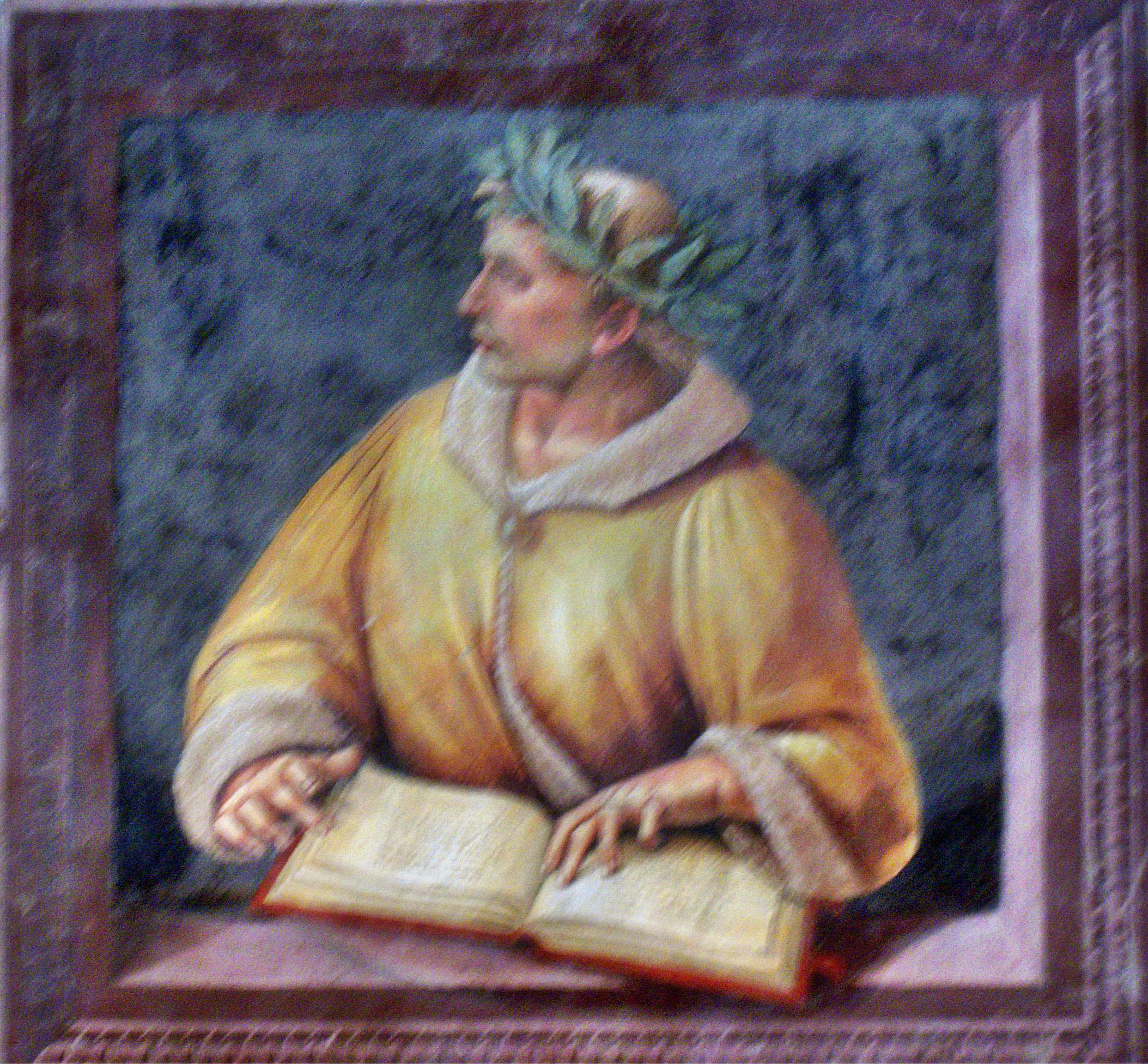
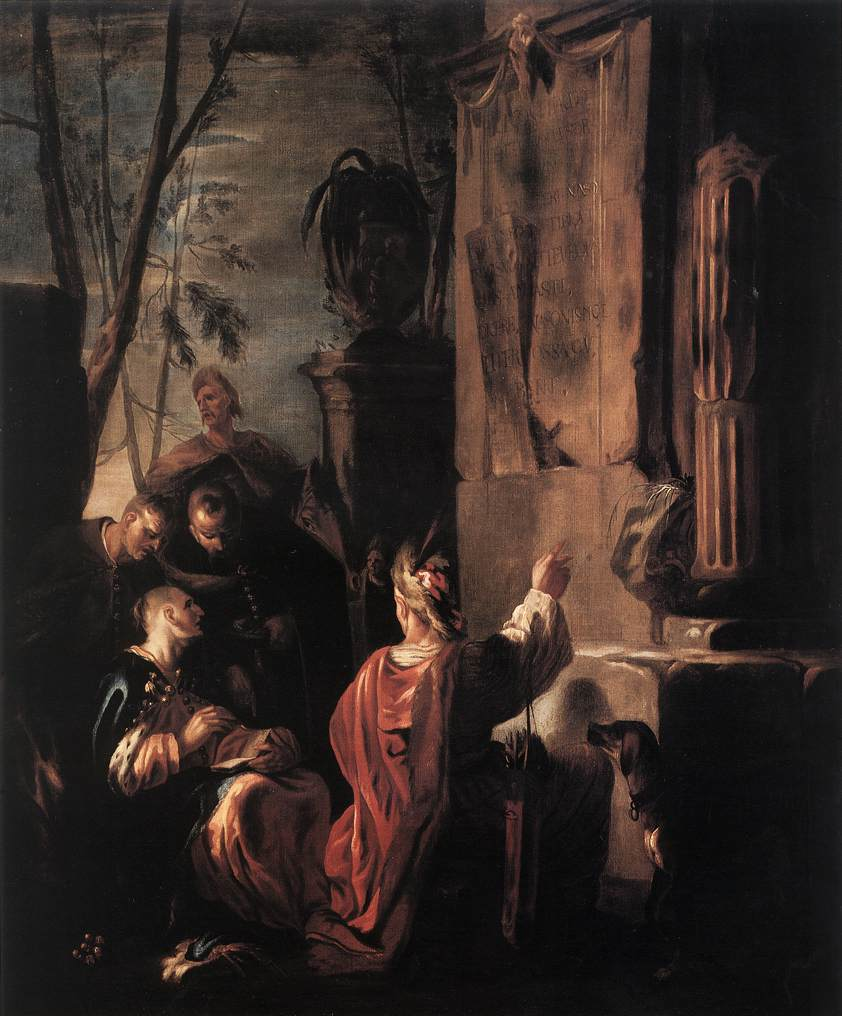